# ابوعلی سلامی
ابوعلی سلّامی نویسندهٔ کتاب معروف التاریخ فی اخبار ولاة خراسان در روزگار سامانیان است.